# Portals del carrer del Pou (Granyena de Segarra)
Els portals del carrer del Pou són uns portals de Granyena de Segarra (Segarra) que formen part de l'Inventari del Patrimoni Arquitectònic de Catalunya.

## Portal
L'antic portal d'accés a la vila, situat a l'oest, i que dona pas al Carrer del Portal és el més destacat. Avui dia encara es conserven alguns carreus, adossats a la seva estructura arquitectònica que ens evidencien la seva integració com a part d'una muralla defensiva que protegia l'antiga vila en època medieval, esdevenint un clos murallat. Es tracta d'un portal adovellat d'arc de mig punt i bastant malmès per l'erosió dels seus carreus. Al seu costat dret exterior, encara hi ha alguns carreus afilerats, tot insinuant la presència de muralla. Per la cara interior del portal, encara resten, part de les frontisses que aguantaven una porta de fusta que servia de protecció defensiva i tancament de la vila.
A pocs metres d'aquest portal, dins el carrer del Portal, ens trobem amb un pas cobert estructurat a partir de dos portals apuntats i coberta interior allindada.

## Història
Aquest portal era la porta de la part baixa del poble, corresponent probablement al nucli primitiu crescut a l'ombra del castell, entorn el 1056, en plena època de la Reconquesta. És gairebé segur que existien construccions anteriors a aquesta data, un exemple en serien els noms medievals que el poble havia rebut: Grannana o Graniana, tot i que no tenim documents o proves arqueològiques per demostrar-ho.
Al carrer destaca Cal Forné, edifici inventariat.